# 我們這一班 (亞洲電視節目)
《我們這一班》（英語：The Happy Class）是香港亞洲電視製作的兒童電視節目，節目由2014年9月1日起首播，每集大約30分鐘（連廣告），以高清模式製作，此節目接替同類型兒童節目《通識小學堂》。

## 歷史
2015年12月3日起，本節目開始於國際台播放，播放時段為星期一至五09:00-09:30，星期六、日11:30-12:00，節目重播粵語版「英語趣味廊」環節及才藝表演，除去主持粵語聲音，並加入英語旁白。

## 主持人
2014年9月起
- 男主持：劉子蔥（劉Sir / 子蔥哥哥）、楊正軍（楊Sir / 正軍哥哥）、秦啟維（秦博士 / 維維）、伍偉樂（伍Sir / 樂哥哥）[3]
- 女主持：鄭伊娜（Miss鄭 / 伊娜姐姐）

2014年10月起
- 男主持：劉子蔥（劉Sir）、楊正軍（正軍哥哥）、秦啟維（維維）、伍偉樂（樂哥哥）

2015年1月起
- 男主持：劉子蔥（劉Sir）、楊正軍（正軍哥哥）、秦啟維（維維）、伍偉樂（樂哥哥）、黃文韜（文韜哥哥）

2015年4月起
- 男主持：楊正軍（正軍哥哥）、秦啟維（維維）、伍偉樂（樂哥哥）、黃文韜（文韜哥哥）

2015年6月起
- 男主持：楊正軍（正軍哥哥）、黃文韜（文韜哥哥）

2015年10月起
- 男主持：楊正軍（正軍哥哥）、黃文韜（文韜哥哥）、彭遠揚

2015年11月起
- 男主持：楊正軍（正軍哥哥）、彭遠揚（遠揚哥哥）

2015年12月起
- 男主持：楊正軍（正軍哥哥）、彭遠揚（遠揚哥哥）、劉家聰（聰哥哥）

## 環節

### 粵語版
- 體藝點點通
- 英語趣味廊
- 校園電視台
- 營食物語
- 小眼睛看大世界
- 說書人小天地
- 環保愛地球
- 樂遊博物館
- 理財小先鋒
- 心理劇場
- 瑜伽睇‧識‧能
- 十八區四圍踪

### 英語版
- Sing.Sing.Sing
- Talent Show Time

## 播放時段
- 亞洲電視本港台（首播）：星期一至五16:00-16:30
- 亞洲電視本港台（重播）：星期一至五10:15-10:45
- 亞洲電視本港台（重播）：周六版及周日版16:00-16:30 / 09:30-10:00（逢賽馬日）

## 外部連結
- 亞洲電視節目網頁 - 通識小學堂